# Pierre Canal
Pierre Canal (* 9. Januar 1564 in Genf; † 2. Februar 1610 ebenda) war ein Schweizer Arzt, Romanist und Lexikograf.

## Leben und Werk
Canal war der Sohn eines reformierten Genfer Notabeln und einer reichen Kaufmannstochter aus Antwerpen. Er wuchs in Genf auf und studierte dort (Abschluss 1584), sowie bis 1588 in Padua und Mailand Medizin. Ab 1589 hatte er wichtige Funktionen in der Genfer Stadtverwaltung inne, zuletzt die des Weibel. Wegen Verrats zugunsten des Herzogs von Savoyen Karl Emanuel I. wurde er gerädert und verbrannt.
Canal bearbeitete und erweiterte das französisch-italienische, italienisch-französische Wörterbuch von Giovanni Antonio Fenice. Dabei war für den italienisch-französischen Teil die wichtigste Quelle das italienisch-lateinische Wörterbuch von Filippo Venuti (in der Auflage von 1596). So erklärt sich die fiktive Autorschaft Venutis in den späten Auflagen dieses Teils.

## Werke
- Dictionnaire françois et italien, recueilli premièrement par L. Antoine Phenice et nouvellement reveu et augmente. Dittionario italiano e francese, nel quale si mostra come i vocaboli italiani si possono dire e esprimere in lingua francesa, Genf 1598; 2. Auflage 1603, Paris 1611, Genf 1626, 1635, 1638, 1644, 1649–1650, Paris 1972 (338, 248 Bl.)